# ۱۳ فوریه
۱۳ فوریه چهل و چهارمین روز سال در گاه‌شماری میلادی است. ۳۲۱ روز (در سال‌های کبیسه ۳۲۲ روز) تا پایان سال باقی‌است.

## رویدادها
- ۱۷۳۹ - نادر شاه در نبرد کرنال محمد شاه گورکانی را شکست داد و دهلی را تصرف کرد.[۱]
- ۱۹۴۵ - جنگ جهانی دوم: محاصره بوداپست پس از ۵۲ روز با پیروزی ارتش سرخ و سقوط شهر به پایان رسید.

## زادروزها
- ۱۷۶۶ - توماس مالتوس، اقتصاددان انگلیسی (د. ۱۸۳۴)
- ۱۹۰۳ - ژرژ سیمنون، نویسنده بلژیکی
- ۱۹۱۳ - خالد بن عبدالعزیز آل سعود، چهارمین پادشاه عربستان سعودی (د. ۱۹۸۲)
- ۱۹۳۳ - کوستا گاوراس، فیلمساز یونانی-فرانسوی
- ۱۹۴۶ - آرتور ژورژه، بازیکن فوتبال پرتغالی
- ۱۹۵۰ - پیتر گابریل، آهنگساز، خواننده و موسیقی‌دان انگلیسی

## درگذشت‌ها
- ۷۲۱ - شیلپریک دوم، پادشاه مروونژی
- ۱۹۸۷ - حسین سیاغی، فقیه، زبان‌شناس، تاریخ‌پژوه و سیاستمدار یمنی